# レスナーヤの戦い
レスナーヤの戦い（レスナーヤのたたかい、ロシア語: Битва при Леснойビートヴァ・プリ・リスノーイ; スウェーデン語: Slaget vid Lesnaスラーゲト・ヴィド・レースナ；ベラルーシ語: Бітва пры Ляснойビートヴァ・プルィ・リャスノーイ；ウクライナ語: Битва під Лісноюブィートヴァ・ピド・リスノーユ）は、1700年から1721年にかけてロシアとスウェーデンを中心に行われた大北方戦争における戦闘の1つ。
1708年10月9日（ユリウス暦1708年9月28日、スウェーデン暦1708年9月29日）、現在のベラルーシ共和国の村落リャスナーヤ（ベラルーシ語: Ляснаяリャスナーヤ；ロシア語名:レスナーヤ；Леснаяリスナーヤ）近くで行われ、ロシア側が初めてスウェーデン側の主力を破った。

## 経過
1706年までにスウェーデン王カール12世は反スウェーデン同盟の加盟3ヶ国を撃破、1700年にデンマーク＝ノルウェーはトラヴェンタール条約で休戦、ロシアはナルヴァの戦いで壊滅させ、ポーランド・リトアニア共和国は1701年のドヴィナ川の戦いで撃破し1702年からポーランドへ侵攻、1706年のアルトランシュテット条約でザクセン選帝侯兼ポーランド王アウグスト2世を退位、スタニスワフ・レシチニスキを傀儡の国王に据えて屈服させた。しかし、ロシアのツァーリ・ピョートル1世はこの間に軍事改革でロシア軍を再編、バルト海沿岸のリヴォニア・エストニア・イングリアの要塞群を制圧し、再起を賭けて準備を整えていった。
1707年8月、ザクセンで休息を取ったスウェーデン軍はロシアを討つべく東進、1708年1月に一旦リトアニアの都市フロドナへ入り、モスクワを目指して進軍を続け、6月にミンスクに到着、7月3日にホロウチンの戦いで対陣していたロシア軍に勝利、スモレンスクに迫った。しかしロシア軍は抵抗を続けスウェーデン軍の進軍速度は低下、9月14日、カール12世はモスクワへの急速なる侵攻を断念せざるを得なくなり、南のウクライナ深部への移動を余儀なくされた。
この決断の理由は、スウェーデン軍は糧食及び飼料の激しい欠乏を味わっていたため、それらの蓄えの補給が必須となっていた。ウクライナには守備するロシアの強力な駐屯部隊はなく、そこでは穏やかに休息を取ることも、本国からの増援部隊を待つこともできると考えられた。増援部隊はアダム・ルートヴィヒ・レーヴェンハウプト伯爵が北からリヴォニアの都市リガから率いて来ることとなっていた。また、コサックの支持も計算に入れていて、ウクライナ・コサックのヘーチマンであるイヴァン・マゼーパは、最大2万の兵力を以ってカール12世を支援することを約束していた。それ以外にカール12世はクリミア・ハン国や親スウェーデン派ポーランドとのより緊密な接触が調整されることも期待していた。
しかしながら、これらの期待は全て裏切られる運命にあった。9月28日、レスナーヤの近くで、総勢1万2千からなるロシア軍の遊撃隊が、1万6千からなるスウェーデンのレーヴェンハウプト将軍指揮下の兵団を打ち破ったのである。スウェーデン軍はこの戦闘において9千以上の兵力を死傷により失い、本隊のための3ヶ月分の備蓄、火砲類、弾薬とともに莫大な量の輜重が奪われた。これによりスウェーデン軍の士気は低下した。
10月10日に5000の増援部隊と合流したカール12世は輜重不足に失望、南進して10月下旬にマゼーパの援軍を迎えたが、事前にピョートル1世がマゼーパの本拠地を占拠してマゼーパの戦力を削いだ上、ウクライナ・コサックもマゼーパを支持せずヘーチマンから解任、孤立したマゼーパは5000の援軍しか連れて来なかった。スウェーデン軍のウクライナでの食糧徴発も住民のゲリラ活動に転化、翌1709年の冬は厳寒でスウェーデン軍に凍死者と餓死者が続出した。そしてクリミア・ハン国の宗主国オスマン帝国と同盟を結びロシアを脅かす策も、ピョートル1世に先を越されて中立状態となり、逆にポーランドの親スウェーデン派がロシアに牽制されてしまい、カール12世の意図は全て失敗に終わった。
この戦いでは、特にミハイール・ミハーイロヴィチ・ゴリーツィンが頭角を現した。ゴリーツィンは、この後ロシア帝国の最有力貴族の1人となっていった。
後にピョートル1世はこの勝利を「ポルタヴァの戦いの母」と名付けた。この戦いの結果、レスナーヤの戦いとポルタヴァの戦いの間の9ヶ月、カール12世の軍隊は弾薬や蓄えなしに留まり続け、さらにこの年の冬将軍による打撃により徐々に疲弊、弱体化されていったのである。